# Liste der Kulturdenkmäler in Hundsbach
In der Liste der Kulturdenkmäler in Hundsbach sind alle Kulturdenkmäler der rheinland-pfälzischen Ortsgemeinde Hundsbach aufgeführt. Grundlage ist die Denkmalliste des Landes Rheinland-Pfalz (Stand: 8. Mai 2017).

## Denkmalzonen
| Bezeichnung                    | Lage                                          | Baujahr         | Beschreibung                                               | Bild                           |
| ------------------------------ | --------------------------------------------- | --------------- | ---------------------------------------------------------- | ------------------------------ |
| Denkmalzone Jüdischer Friedhof | östlich des Ortes; Flur Am Judenkirchhof Lage | 18. Jahrhundert | Areal mit etwa 50 Grabsteinen des 18. und 19. Jahrhunderts | weitere Bilder Fotos hochladen |

## Einzeldenkmäler
| Bezeichnung             | Lage                | Baujahr                    | Beschreibung | Bild                           |
| ----------------------- | ------------------- | -------------------------- | --- | ------------------------------ |
| Wohnhaus                | Hauptstraße 3 Lage  | Mitte des 19. Jahrhunderts | ehemalige Schule; spätklassizistischer Walmdachbau, Mitte des 19. Jahrhunderts                                       | Fotos hochladen                |
| Evangelische Kirche     | Hauptstraße 7 Lage  | 1867                       | neuromanischer Sandsteinquaderbau, 1867, nach 1945 Wiederaufbau; Stützmauer, Sandsteinquader; Kriegerdenkmal 1914/18 | weitere Bilder Fotos hochladen |
| Gasthaus                | Hauptstraße 17 Lage | 1830                       | ehemaliges Gasthaus in der Art einer Einfirstanlage mit Tanzsaal, bezeichnet 1830, Fachwerk-Anbau                    | BW                             |
| Evangelisches Pfarrhaus | Untergasse 4 Lage   |                            | ehemaliges evangelisches Pfarrhaus; spätklassizistischer Putzbau, Ende des 19. Jahrhunderts                          | Fotos hochladen                |
| Synagoge                | Untergasse 7 Lage   | 1880                       | ehemalige Synagoge; Sandsteinquaderbau mit Rundbogenmotiven, 1880                                                    | Fotos hochladen                |